# Tourismuspreis des Landes Brandenburg
Der Tourismuspreis des Landes Brandenburg wurde im Jahr 2000 auf Initiative des Ministeriums für Wirtschaft des Landes Brandenburg in Zusammenarbeit mit der TMB (Tourismus-Marketing Brandenburg GmbH) ins Leben gerufen und im Jahr 2001 erstmals vergeben.
Der Preis für kreative touristische Angebote beziehungsweise innovative Dienstleistungen und Marketing im Tourismus soll den Touristikern einen zusätzlichen Impuls geben und vorbildhafte Projekte prämieren.

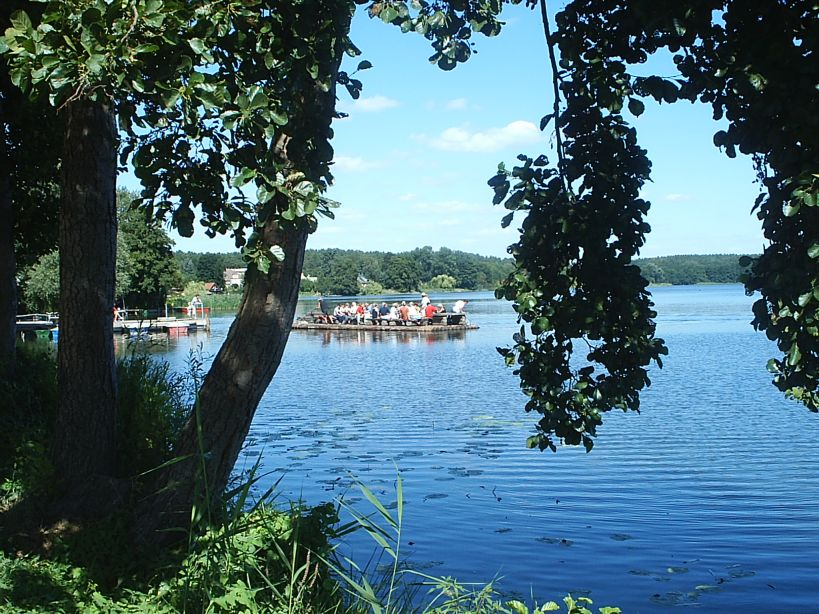
Preisträger 2002: Firma „Treibholz“ Lychen. Floßtouristik auf dem Oberpfuhl

## Vergabekriterien und Preiskategorien
Kriterien für die Auswahl des Tourismuspreises sollen Innovation, Originalität, Markt- und Kundennähe sowie wirtschaftliches Potenzial sein. Über die Vergabe entscheidet eine Jury aus Tourismusexperten verschiedener Institutionen und Unternehmen.
Zwischen 2002 und 2006 wurden in der Regel drei Preise vergeben, die mit 2.500 Euro für den ersten, 1.500 Euro für den zweiten und 1.000 Euro für den 3. Preis dotiert waren. Im Jahr 2006 vergab das Land Brandenburg zwei dritte Preise. Die beiden Drittplatzierten teilten sich das Preisgeld. 2007 hat das Land das Preissystem neu geordnet und die Platzierungen durch drei inhaltlich bestimmte Kategorien ersetzt, die nebeneinander gleichberechtigt und mit jeweils 2.000 Euro dotiert sind. Im Jahr 2008 erfolgte die Vergabe nur für zwei Kategorien. 2009 wurde – wie vor 2007 – ein erster, zweiter und dritter Platz ermittelt.
2020 wurden die Preisträger für ihr Umgehen mit den Auswirkungen der Corona-Einschränkungen ausgezeichnet.
2025 stehen die aktuellen Zukunftsfelder "Digital & Smart" und "Ökologischer Wandel" im Vordergrund der Bewerbungen.

## Preisträger

### Preisträger 2025
Die Preisverleihung ist für den Herbst 2025 geplant.

### Preisträger 2023
Wirtschaftsstaatssekretär Hendrik Fischer verlieh den Preis am 9. März 2023 im Brandenburg-Saal der Staatskanzlei. Die Fachjury kürte drei Sieger aus 23 Bewerbungen.
- Stiftung Preußische Schlösser und Gärten Berlin-Brandenburg (SPSG) für digitales Storytelling
- ahead burghotel auf der Burg Lenzen (Prignitz) für die Neuausrichtung des Hotelbetriebs (Vegan-Hotel)
- CPG Campingplatz Gesellschaft Prenzlau mbH für den 4-Sterne-Campingplatz "Sonnenkap"

### Preisträger 2020
Die Fachjury kürte vier Sieger aus 31 Bewerbungen. Die Preisverleihung erfolgte am 14. Oktober 2020 durch Wirtschaftsminister Jörg Steinbach in der Staatskanzlei des Landes Brandenburg in Potsdam.
- Schlossgut Altlandsberg
- My Molo
- HIKANOE GmbH
- Brauwerk Schwedt

### Preisträger 2019
Erstmals wurden 2019 die Preise in drei Kategorien vergeben. Hierbei wählte die Jury die vier Preisträger aus 27 Vorschlägen aus.
- Kategorie "Menschen im Mittelpunkt": Kongresshotel Potsdam am Templiner See
- Kategorie „Tourismus für Alle“: Der ElsterPark
- Kategorie „Zielgruppen und Märkte“: Coconat
- Kategorie „Zielgruppen und Märkte“: Luther-Pass

### Preisträger 2018
Die drei Preisträger waren 2018:
- 1. Preis: Genießertouren – die LindenAkademie
- 2. Preis: Strandhaus Boutique Resort & Spa
- 3. Preis: Flämingbotschafter, Tourismusverband Fläming e.V.

### Preisträger 2017
Aus 30 Vorschlägen wurden 2017 drei Preisträger ausgewählt.
- 1. Preis: Baumkronenpfad Beelitz-Heilstätten
- 2. Preis: Alte Ölmühle Wittenberge
- 3. Preis: Entdeckertouren im Seenland Oder-Spree

### Preisträger 2016
Die Fachjury kürte die Sieger in drei Preiskategorien aus dem Kreis der 45 Preisträger der vergangenen 15 Jahre, von denen sich 36 erneut beworben hatten.
- Preiskategorie „Freizeit“: Fläming-Skate
- Preiskategorie „Kultur“: Brandenburgische Sommerkonzerte
- Preiskategorie „Hospitality (inkl. MICE)“: Resort Mark Brandenburg

### Preisträger 2015
(30 Bewerbungen)
1. Platz: Havelländische Musikfestspiele – Seit 15 Jahren inszenieren die Havelländischen Musikfestspiele für ihr Publikum magische Momente an besonderen Orten. In jährlich rund 40 Konzerten und Lesungen präsentieren international bekannte Künstler rund um den Festspielleiter Frank Wasser Musik und Literatur der Extraklasse.
2. Platz: Resort Mark Brandenburg in Neuruppin – Für Matthias Kleber, Chefkoch des Resorts, ist Genuss die Leitidee seiner konsequenten Küchenphilosophie. Er verwendet ausschließlich frische Produkte von Erzeugern aus der Region. Gäste können in der „Kochschule“ sowie bei den Erzeugern vor Ort aus erster Hand erfahren, wie Brandenburg schmeckt und riecht.
3. Platz: Kulturhof Breetz – Brigitte und Horst Oppenhäuser haben mit ihrem Kulturhof in dem winzigen Dorf Breetz im UNESCO-Biosphärenreservat Flusslandschaft Elbe-Brandenburg ein Refugium geschaffen und ermöglichen ihren Gästen „Landleben auf Probe“.

### Preisträger 2014
(28 Bewerbungen)
- 1. Platz: Hotelbetriebsgesellschaft Schloss Lübbenau mbH: „Erlebnisreich Schloss Lübbenau“ – Ein stimmiges Gesamterlebnis inmitten der Natur- und Kulturlandschaft des UNESCO Biosphärenreservates Spreewald.
- 2. Platz: Storchenclub Rühstädt e. V.: Rühstädter Storchenfeierabend – Eine zweistündige Erlebnisführung „Rühstädter Storchenfeierabend“ durch das Europäische Storchendorf Rühstädt, bei der ein einzigartiges Naturschauspiel beobachtet werden kann.
- 3. Platz: Tourismusverband Seenland Oder-Spree e.V.: Radtour „Adler trifft Zander“ – Die 40 km lange Radtour „Adler trifft Zander“ am Scharmützel- und Storkower See entlang, bei der man nicht nur die herrliche Landschaft am Wasser, sondern auch fangfrischen Fisch genießen kann.

### Preisträger 2013
(19 Bewerbungen)

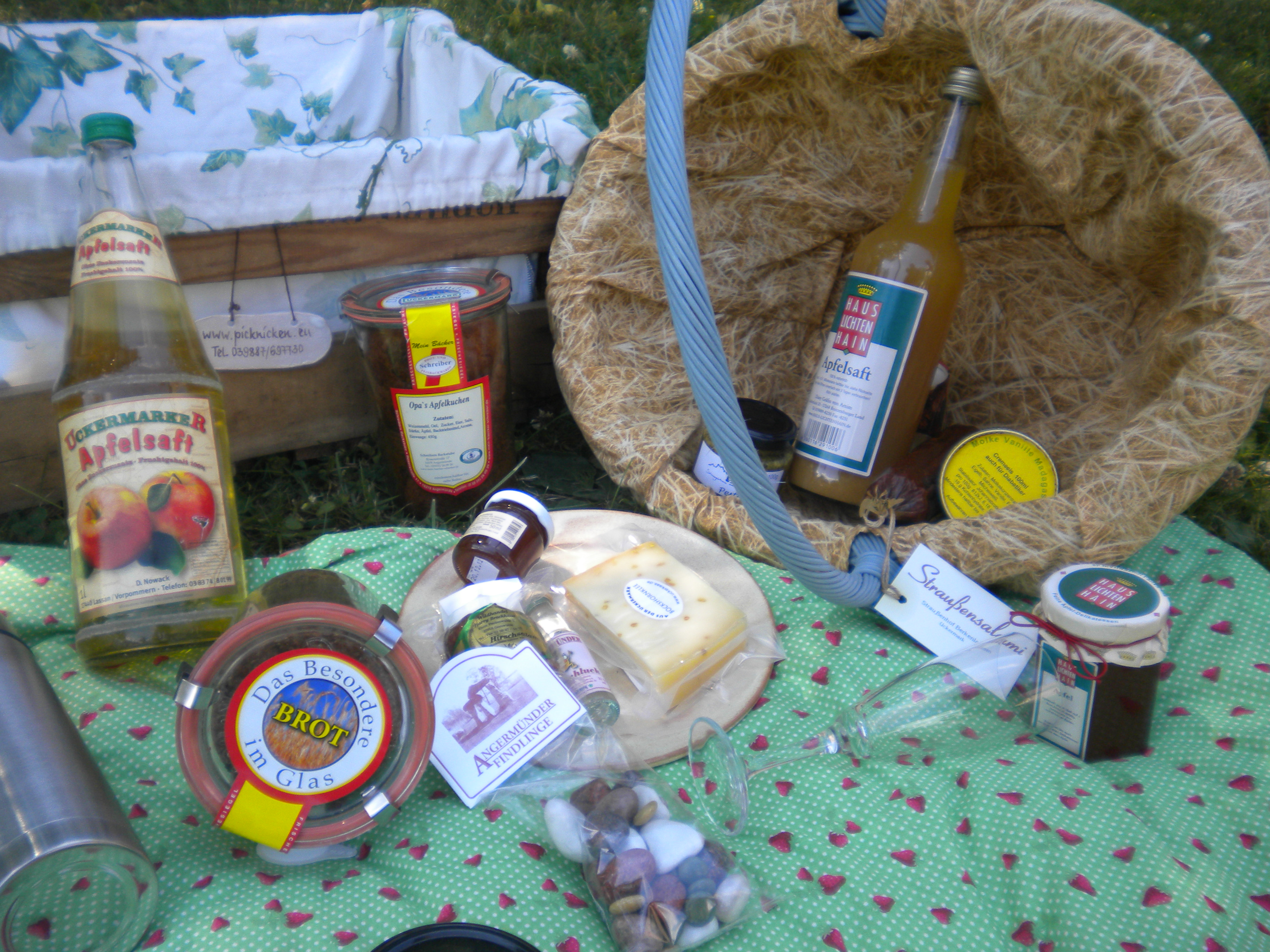
Uckermärker Picknickkorb

- 1. Platz: Der Uckermärker Picknickkorb Fugger response – Picknicken um das Dorf Groß Fredenwalde mit regionalen uckermärkischen Produkten als Kombination von Natur, Kultur und Gastronomie.
- 2. Platz: Aquare Charter GmbH -BunBo – Ferienbungalows als Hausboot auf der Havel bei Brandenburg.
- 3. Platz: Tourismusverband Prignitz e. V. Knotenpunktwegweisung in der Prignitz – Knotenpunktwegweiser an Kreuzungen von Fahrradwegen in der Prignitz zur Information und individuellen Tourengestaltung der Radfahrer.

### Preisträger 2012
(26 Bewerbungen)
- 1. Platz: Pension Havelfloß – Pension mit Cafébar und Sauna auf Flößen an der Havel als Ganzjahresangebot.
- 2. Platz: Gemeinde Teichland Erlebnispark Teichland – Familienfreundlicher Erlebnispark im Peitzer Land mit einer Mischung naturnaher Erholung, Vermittlung der sorbisch-wendischen Kultur sowie unterhaltsamer Freizeitaktivitäten.
- 3. Platz: Teamgeist GmbH TABTOUR.com – Gemeinschaftliche Schnitzeljagd zu Rätseln, Wissensfragen und weiterer Aktivitäten mit IT-gestützter Software.

### Preisträger 2011
(28 Bewerbungen)
- 1. Platz: Bootcamping GmbH. Mit ihrem Freecamper – Ein Katamaran-Floß mit Außenbordmotor wird mit dem eigenen Wohnwagen zum gemütlichen Hausboot.
- 2. Platz: Musikfestspiele Sanssouci und Nikolaisaal Potsdam gGmbH – Auf dem Fahrrad können Besucher einen ganzen Tag lang musikalisch um die Welt reisen, insgesamt 13 Konzerte besuchen sowie Schlösser und Gärten besichtigen.
- 3. Platz: Seefestival Wustrau – Eine einzigartige Seebühne schwimmt in Wustrau auf dem Ruppiner See, auf der seit 2005 das Seefestival Wustrau mit Theater, Musicals und Broadwayshows stattfindet.

### Preisträger 2010
(29 Bewerbungen)
- 1. Platz: pro gastra Gastgewerbe GmbH – Durch die Schaffung eines Netzwerkes aus 35 Partner-Hotels- und Pensionen (bevorzugt Bett+Bike-Betriebe), Ausflugszielen, Fahrradverleihern und Werkstätten sowie regionalen Logistik-Partnern für Personen- und Gepäcktransfer kann Radreisepartner Spreewald & Lausitz Rundum-Sorglos-Pakete für Radler – vom Genuss- bis zum Sportradfahrer – entwickeln und anbieten.
- 2. Platz: Spreewelten GmbH – Menschen und Pinguine baden – nur durch eine Glasscheibe voneinander getrennt – gemeinsam.
- 3. Platz: Berlin-Usedom-Box – Einfache Übernachtungsmöglichkeiten am Fernradweg Berlin-Usedom bietet.

### Preisträger 2009
(19 Bewerbungen)

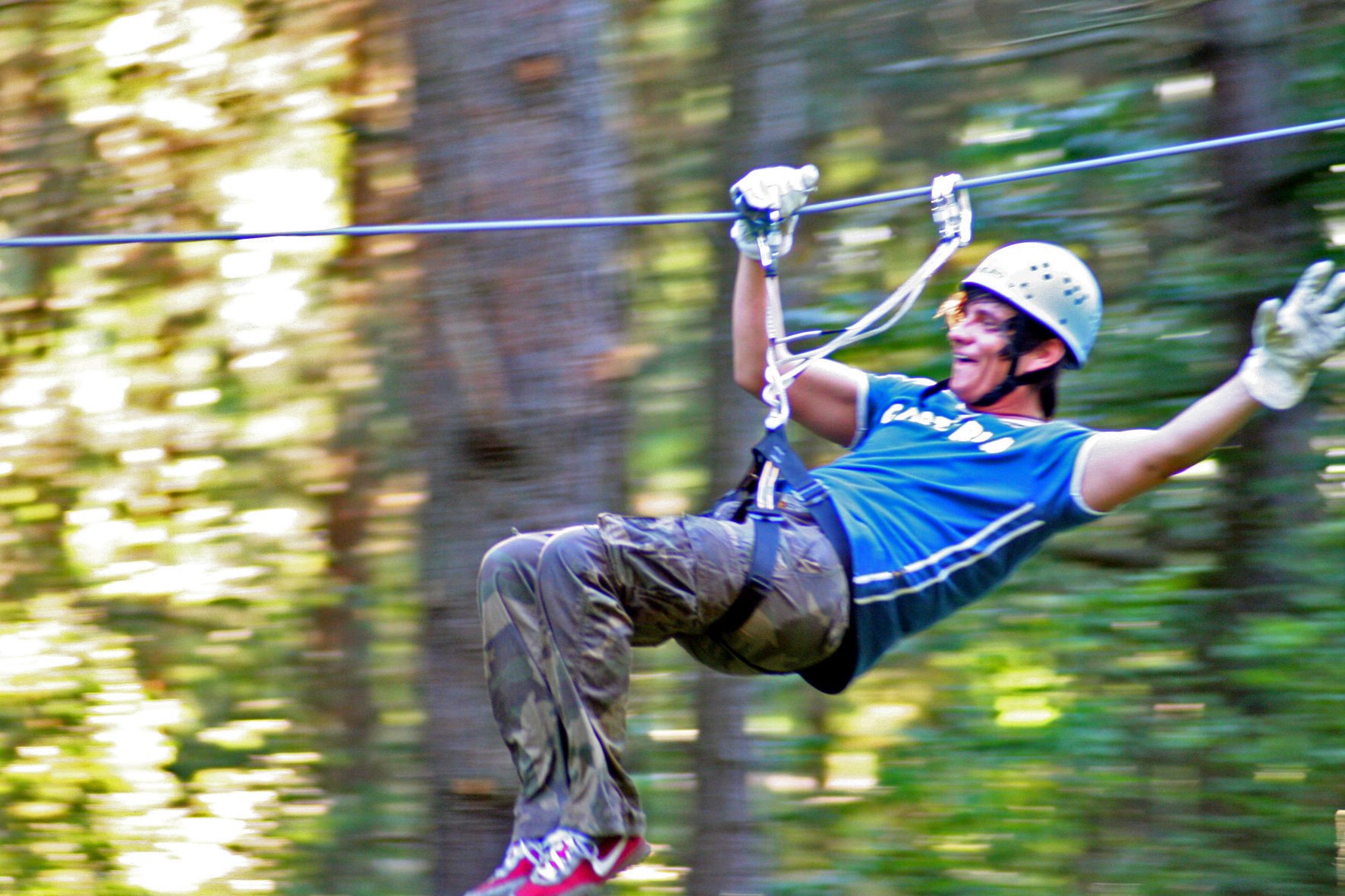
Naturerlebnis und Nervenkitzel: Per Seilrutsche durch den Kletterwald

- 1. Platz: CLIMB UP! – Kletterwälder – Naturnahes Klettern auf unterschiedlichen Rundkursen durch den Wald mit Standorten in Strausberg, Klaistow und Hennigsdorf
- 2. Platz: Brandenburgische Sommerkonzerte – jährliche Konzertreihe quer durch Brandenburg
- 3. Platz: Rent a Floss – Urlaub auf Mietflößen, Vermietstation am Großen Wentowsee (nordöstliches Brandenburg)

### Preisträger 2008
(23 Bewerbungen)
Preiskategorie „Produkt und Dienstleistungen“: Spreewälder Sagennacht – die professionelle Kooperation zwischen dem Amt Burg (Spreewald), dem Landkreis Spree-Neiße und dem Staatstheater Cottbus vermittele als Kulturevent Geschichten und Mythen des Spreewalds auf moderne und hochwertige Art und verbinde auf sinnliche Weise das Landschafts- und Kulturerlebnis im Spreewald, heißt es in der Begründung der Jury.

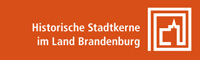
Logo

Preiskategorie „Werbung/Kommunikation/Öffentlichkeitsarbeit“: Marketing für historische Stadtkerne – Der Preis würdigt den Erfolg der Arbeitsgemeinschaft „Städte mit historischen Stadtkernen“, die seit 2002 das Tourismusmarketing neben der Altstadtsanierung zu einer zweiten tragenden Säule ihrer Tätigkeit entwickele.

### Preisträger 2007
(keine Bewerberzahl genannt)
Preiskategorie „Produkt und Dienstleistungen“: Resort Schwielowsee in Petzow – Das Haus am Schwielowsee überzeugte die Jury mit einer erfolgreichen Verknüpfung von eigenen Marketing- und Vertriebsstrategien mit der internationalen Reiseindustrie und bundesweiten Marketingmaßnahmen.

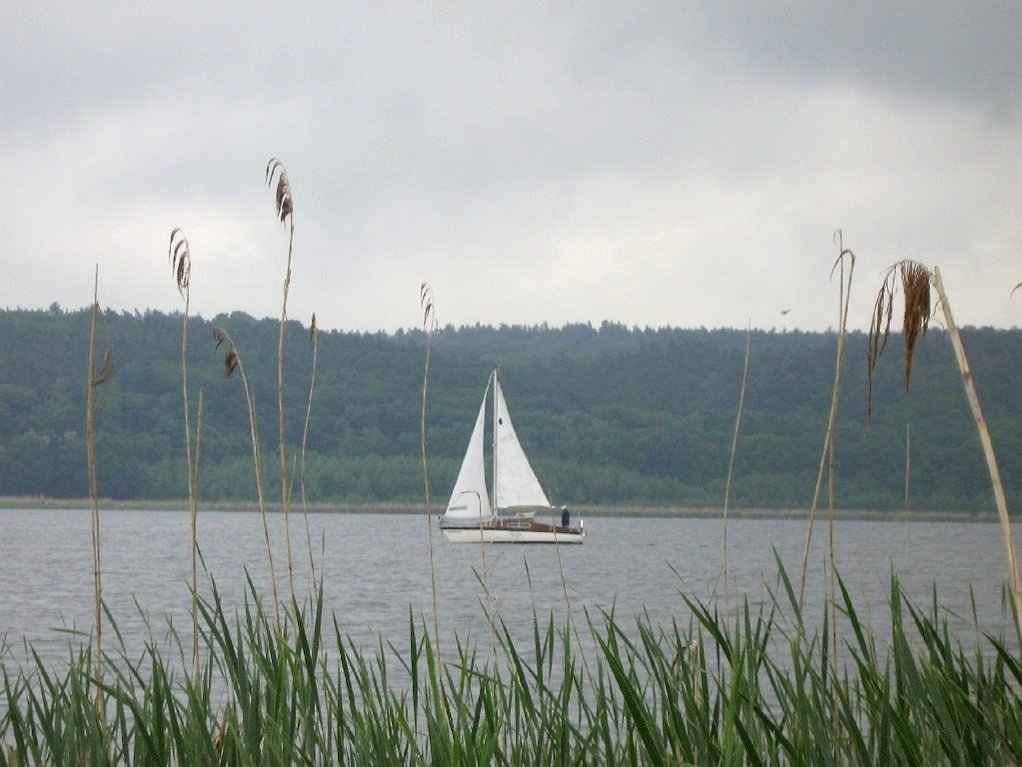
Schwielowsee

Preiskategorie „Werbung/Kommunikation/Öffentlichkeitsarbeit“: Kulinarisches Ruppiner Land – Das Schaukochen im Rahmen eines Rezeptwettbewerbs bereichere nicht nur den regionalen Speiseplan, sondern Essen und Trinken als Genusserlebnis untersetze den Tagestourismus im Ruppiner Land mit weiteren Angeboten, die zudem über Kooperationspartner und Netzwerke professionell vermarktet seien, begründet die Jury ihre Entscheidung.
Preiskategorie „Distribution/Verkauf/Produktpromotion“: WM-Baden in der T.U.R.M. Erlebniscity in Oranienburg – das Projekt habe eine betriebswirtschaftlich realistische und spannende Alternative zur Fußball-WM-Zeit geschaffen und als attraktives Ausflugsziel für Touristen und Einheimische in der Region etabliert.

### Preisträger 2006
(22 Bewerbungen)

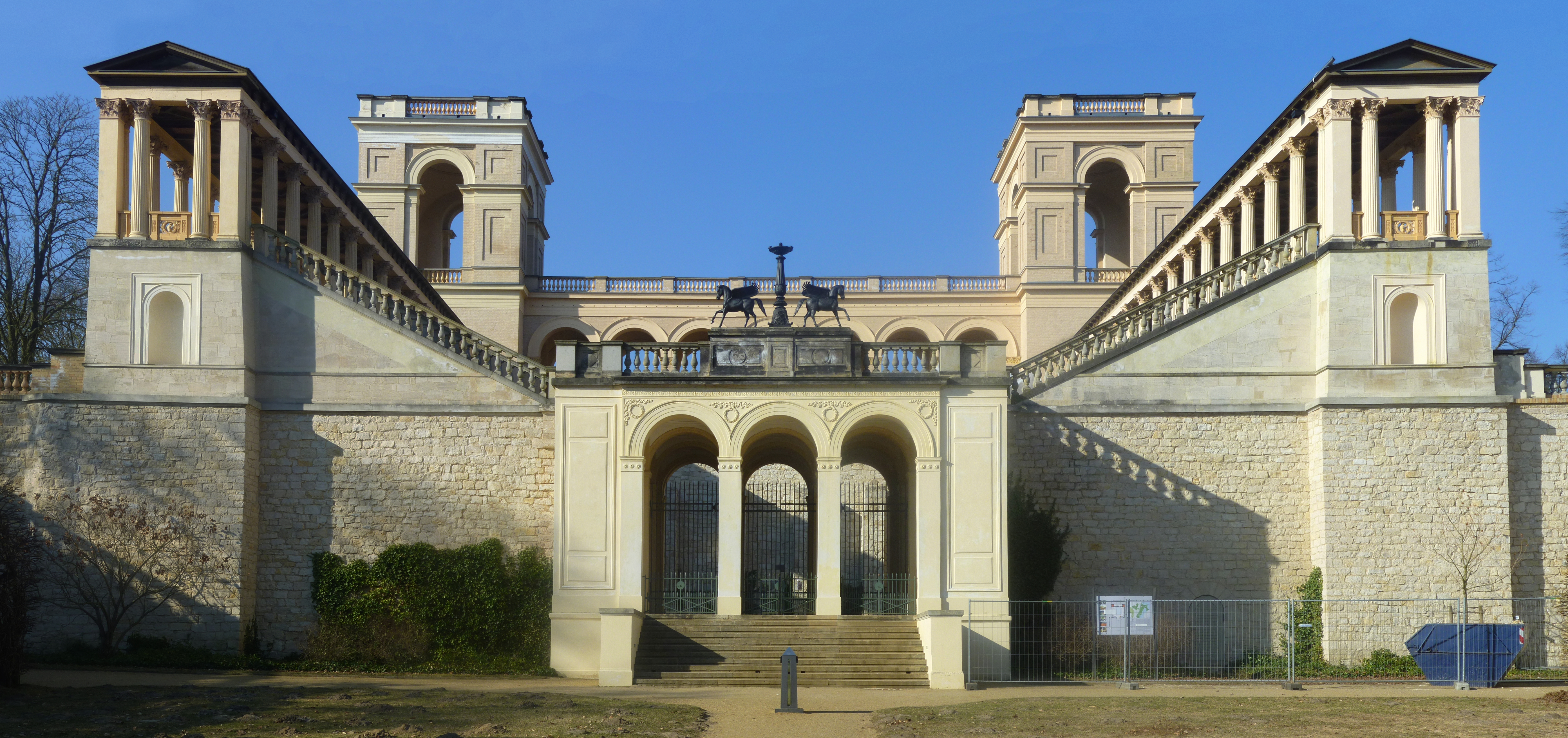
Das Belvedere auf dem Pfingstberg

1. Preis: Förderverein Pfingstberg e. V. in Potsdam – Die Arbeit des Vereins befördert die Nutzung des Pfingstberges – vor allem auch für Kulturevents auf hohem Niveau – mit einer kulturtouristischen Ausrichtung des Tourismus laut Jurybegründung auf besondere Weise.
2. Preis: Teamgeist GmbH in Kolberg – Auszeichnung für das Marketing- und Vertriebskonzept von Teamgeist, einem Anbieter für gruppenorientierte Erlebnisse am und auf dem Wasser.
3. Preis (a): Spreewaldkonzerte in Lübbenau – das persönliche Engagement, den „Konzertsaal Spreewald“ ins Leben zu rufen und das volle wirtschaftliche Risiko dafür zu übernehmen, hat laut Jurybegründung eine neue Dimension in die Produktentwicklung des Spreewaldes eingebracht.
3. Preis (b): aquamediale in Lübben – die Projekte der aquamediale, Kunstausstellung, Projekt entwickelt von Ralf Sander, verbessern laut Jurydarstellung die Qualität um die Vermarktung des Themas Kanu im Spreewald.

### Preisträger 2005
(49 Bewerbungen)

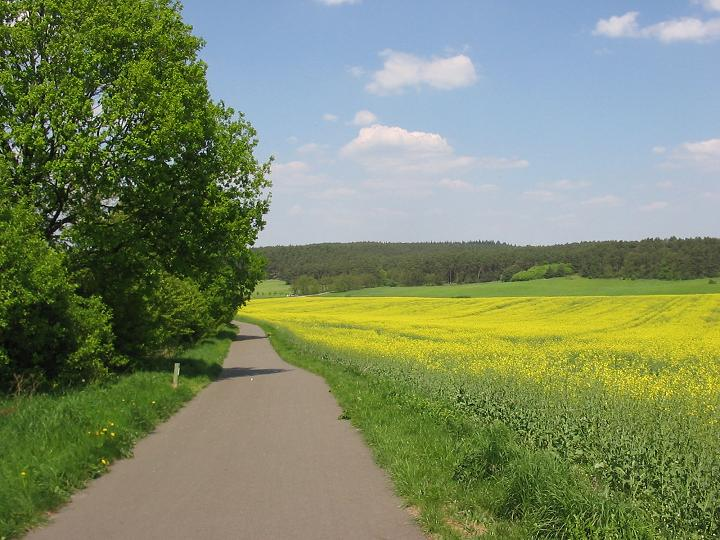
Fläming-Skate bei Ließen mit Blick auf den Golmberg

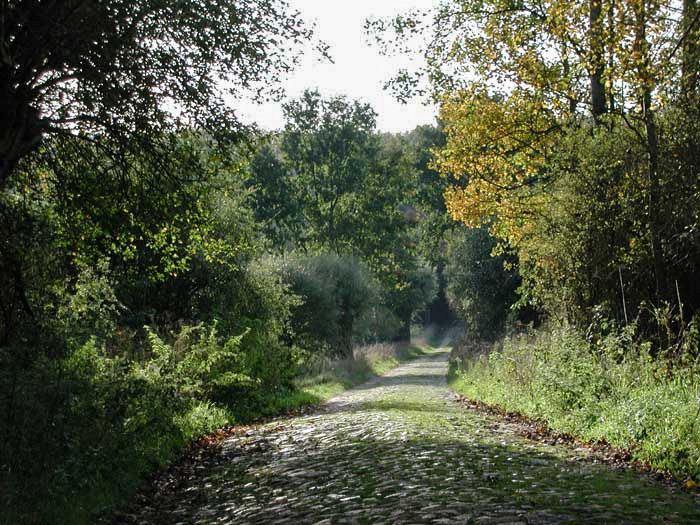
Ein 400 Jahre alter Weg in der Schorfheide

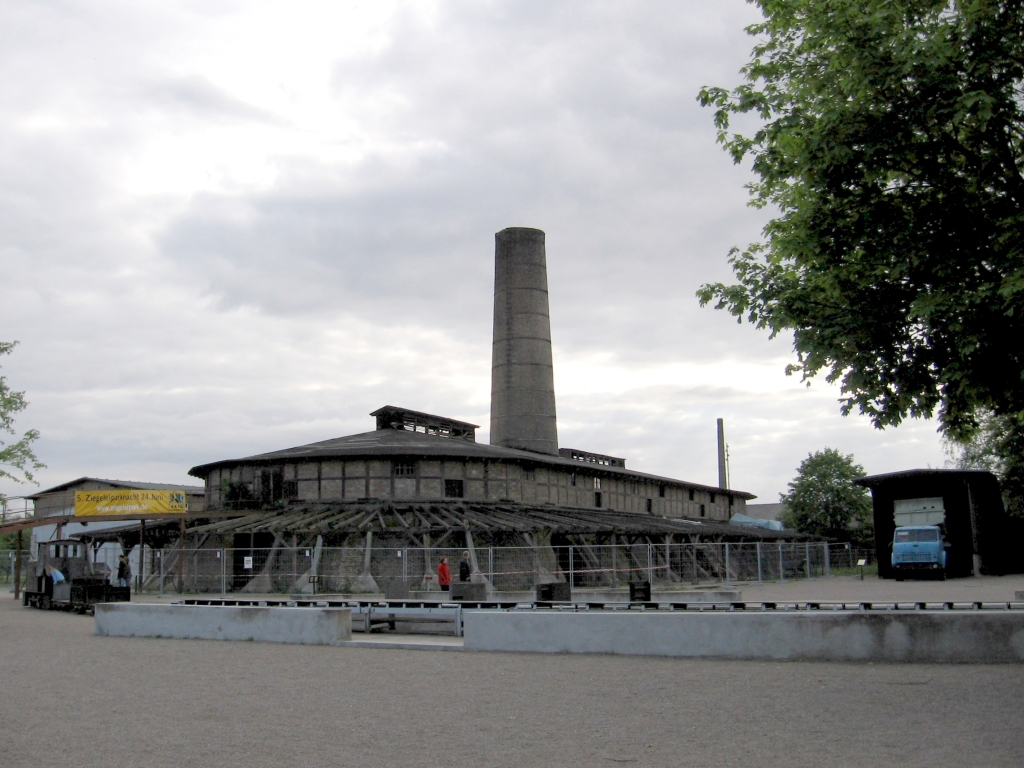
Ringofen im Ziegeleipark Mildenberg

1. Preis: Fläming-Skate – Mit dem rund 170 Kilometer langen Rundkurs (incl. Nebenstrecken) im Landkreis Teltow-Fläming ist laut Jury ein Paradies für Touristen auf Rollen und Rädern geschaffen worden.
2. Preis: Rolly Tours GbR – Auszeichnung im Bereich Wassertourismus. Die Firma mit Sitz in Himmelpfort, Ortsteil von Fürstenberg/Havel, bietet unter dem Motto Boote ohne Handicap rollstuhl- und behindertengerechte Hausboote an.
3. Preis: Hotel Esplanade Resort & Spa in Bad Saarow am Scharmützelsee – Preisverleihung wegen des gelungenen ganzheitlichen Wohlfühlprogramms, des Kommunikationskonzepts und wegen der vorbildlichen Nutzung der Synergien auf Ortsebene.

### Preisträger 2004
(33 Bewerbungen)
1. Preis: Jugendbildungszentrum Blossin e. V. – Projekt mit Jugenddorf am Wolziger See, das die Wasserlandschaft Brandenburgs mit Kinder- und Jugendtourismus verbindet.
2. Preis: Jugenddorf Gnewikow GmbH – Aufbau eines internationalen Jugenddorfes am Ostufer des Ruppiner Sees mit qualitativ hochwertigen touristischen Angeboten.
3. Preis: Bebersee Festival – Jährliches Kammermusikfestival in der Schorfheide im sogenannten Konzerthangar auf dem ehemaligen sowjetischen Militärflugplatz Groß Dölln.

### Preisträger 2003
(29 Bewerbungen)
1. Preis: Firma Holzbootcharter in Brandenburg an der Havel – Einzigartiges Wassersportangebot mit einer klaren Vermarktungslinie.
2. Preis: Ziegeleipark Mildenberg – Auf dem brachliegenden Gelände zweier denkmalgeschützter Großziegeleien wurde regionale Industriegeschichte für Besucher erlebbar gemacht.
3. Preis: REGIO NATOUR GmbH – Die Firma entwickelte ein Elektromobil, das auch Menschen mit Behinderungen einen bequemen Besuch im Regionalpark Barnimer Feldmark erlaubt.

### Preisträger 2002

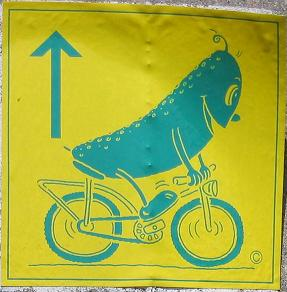
Logo Gurken-Radweg

(45 Bewerbungen)
1. Preis: Firma Treibholz in Lychen – Vorbildliche Verbindung von Tourismus und Ökologie. Bereitstellung von Kanus und Hydrobikes; wassertouristische Events wie Floßfahrten. Flößermuseum.
2. Preis: Haus Rheinsberg – Hotel am See – Bundesweit vorbildhafte barrierefreie Hotelanlage am Rheinsberger See, die auch für Menschen mit Behinderungen viele Sport- und Freizeitangebote bereitstellt.
3. Preis: event-theater e. V., Stadt Brandenburg an der Havel – Für die Inszenierung Don Juan – Ein Abend der Sinneslust im St. Pauli-Kloster mit anschließender rustikaler Tafelrunde.

### Preisträger 2001
54 Bewerbungen, keine Preisdifferenzierung, drei Preise mit je 3.000 Euro und ein Sonderpreis mit 1.500 Euro
- Gurken-Radweg im Spreewald – Für die „vorbildhaft konsequente Vermarktung eines Radweges“.
- Kur- und Fremdenverkehrs GmbH Bad Saarow – Entwicklung eines Kurorts neuen Typs mit gelungener Verbindung Wellness Centrum und Ortsentwicklung.
- Bioland Ranch Zempow, Stadt Brandenburg an der Havel – Gelungene Verzahnung von touristischen Angeboten in einer strukturschwachen Region zu einem vermarktungsfähigen touristischen Produkt Urlaub auf dem Lande.

Sonderpreis: Glashütte Annenwalde – Für das Engagement und die Nachhaltigkeit ihres Projektes. Am 24. Juli 2004 fand die Jubiläumsfeier 250 Jahre Annenwalde, Uckermark, statt.

## Quelle
Die Begründungen für die Preisvergabe sind sinngemäß und auszugsweise den jeweiligen Pressemitteilungen des Ministeriums für Wirtschaft des Landes Brandenburg entnommen.